# Matthew Davis
Matthew W. Davis, född 8 maj 1978 i Salt Lake City, Utah är en amerikansk skådespelare. Han är bland annat känd för rollen som Warner Huntington III i komedin Legally Blonde och som Alaric Saltzman i The Vampire Diaries.

## Filmografi
- 2000 – Urban Legends: Final Cut
- 2000 – Tigerland
- 2001 – Pearl Harbor
- 2001 – Legally Blonde
- 2002 – Blue Crush
- 2002 – Lone Star State of Mind
- 2002 – Below
- 2003 – Something better
- 2004 – Shadow of Fear
- 2004 – Seeing Other People
- 2005 – BloodRayne
- 2005 – Into the sun
- 2005 – Heights
- 2006 – Mentor
- 2006 – Bottoms Up
- 2006–2007 – What About Brian (TV-serie)
- 2007 – Wasting Away
- 2008 – Law & Order: Special Victims Unit (TV-serie)
- 2009 – S. Darko
- 2009 – Finding Bliss
- 2009–2016 – The Vampire Diaries (TV-serie)
- 2009 – Limelight TV
- 2009–2010 – Damages (TV-serie)
- 2011 – Wating for Forever